# Emili Albiñana Bigas
Emili Albiñana Bigas (?, 1917 - Cerdanyola del Vallès, Vallès Occidental, 6 de novembre de 1993) fou un porter d’hoquei sobre patins català, considerat com un dels pioners de l'hoquei català.
Formà part del primer equip del Cerdanyola Club Hoquei, que debutà l'estiu de 1936 en un partit contra el segon equip del Luna HC. Amb el club cerdanyolenc, aconseguí un Campionat de Catalunya de primera divisió (1945), un de segona divisió (1937) i dos Trofeus Pironti (1941 i 1944). També aconseguí un subcampionat d'Espanya (1944) en la primera edició de la competició. Es retirà esportivament el 1949.